# Parthenolecanium cerasifex
Parthenolecanium cerasifex är en insektsart som först beskrevs av Fitch 1857.  Parthenolecanium cerasifex ingår i släktet Parthenolecanium och familjen skålsköldlöss. Inga underarter finns listade i Catalogue of Life.